# Estadio Municipal Alfonso Murube
Das Estadio Municipal Alfonso Murube ist ein Fußballstadion in der spanischen Autonomen Stadt Ceuta, an der nordafrikanischen Küste. Es ist die Heimspielstätte des Fußballvereins AD Ceuta FC.

## Geschichte
Das Stadion wurde im Jahr 1933 als Campo Municipal de Deporte eröffnet, trug aber den Spitznamen Docker aufgrund der Militärbaracken nahe der Spielstätte. Am 17. April 1943 erfolgte die Umbenennung in Estadio Alfonso Murube zu Ehren eines ehemaligen Spielers der damaligen Heimmannschaft Ceuta Club Sport, der im Zuge des Spanischen Bürgerkriegs bei Aranjuez gefallen war. Das Stadion, das im Laufe der Geschichte zahlreichen Teams aus Ceuta als Heimstätte diente, wurde im Jahr 1991, nach der Auflösung von Agrupación Deportiva Ceuta, aufgelassen und begann zu verfallen. Als der Verein AD Ceuta im Jahr 1996 neu gegründet wurde, entschloss sich die Gemeinde dazu das Stadion zu renovieren und wieder in Stand zu setzen. Die feierliche Eröffnung des neuen Estadio Alfonso Murube, das rund 6.500 Zuschauern Platz bot, erfolgte am 8. Oktober 1997 mit einem Spiel zwischen der Heimmannschaft und dem FC Algeciras und endete mit einem 4:2-Sieg für Ceuta.
In der Copa del Rey 2000/01 setzte sich AD Ceuta unter anderem gegen den FC Málaga durch und scheiterte erst in der dritten Hauptrunde am FC Barcelona, der am 3. Januar 2001 im Estadio Alfonso Murube zu Gast war.
Nach dem Aufstieg von Atlético Ceuta 2012 in die Tercera División und dem Abstieg der AD Ceuta wegen hoher Schulden versuchte Atlético mit der Asociación Deportiva zu fusionieren. Der fusionierte Verein trug den Namen AD Ceuta, aber mit den Spielern und Mitarbeitern von Atlético Ceuta. Im Jahr darauf erhielt der Club den offiziellen Namen Agrupación Deportiva Ceuta Fútbol Club (kurz: AD Ceuta FC) mit dem Logo und den Farben der AD Ceuta und nutzt das Estadio Municipal Alfonso Murube.

## Länderspiele im Estadio Alfonso Murube
Am 16. April 2002 bestritt die spanische U-21 der Männer hier ein Freundschaftsspiel gegen die Mannschaft der Bundesrepublik Jugoslawien, die Iberer siegten mit 2:1 und die Tore der Heimmannschaft erzielten José Antonio Reyes und Fernando Torres.
- 16. April 2002:  Spanien (U-21) –  BR Jugoslawien (U-21) 2:1, Freundschaftsspiel